# Языки Эквадора
Преобладающим языком Эквадора является испанский, который согласно статье 2 главы 1 Конституции имеет статус официального языка; кроме того, на кечуа и других доколониальных американских языках в стране говорят 2 300 000 человек (Аделаар 1991). Сайт Ethnologue насчитывает 24 языка: ава-куайкер, ачуар-шивиар, ваорани, имбабура — горный кичуа, испанский, калдеронский горный кичуа, каньярский горный кичуа, колорадо, кофан, лоха горный кичуа, медиаленгуа, напо низменный кичуа, саласака горный кичуа, сапаро, северный пастаза, секоя, сиона, тена низменный кичуа, тетете, чачи, чимборазский горный кичуа, шуар, эквадорский жестовый, эпена.
Испанский, кечуа и шуар официально признаны по Конституции языками межкультурных связей и общения.